# 趙一豪
趙一豪（Sissey Chao，1963年9月24日—）
台灣解嚴前與後的歌手，也是最後一個被台灣查禁的歌者。
他與朋友的樂團Double X 1986年的專輯 lying idiot的（Cool guy ）是當時準備躁動的覺醒和勞工意識的崛起。
1989年把我自己掏出來專輯，是89年的台灣政府和商人屈從屈服惡政權威遮遮掩掩 ，聯手幹掉出賣的歌者和專輯 （在他完全不知情的公聽會之後，要他更改歌詞的，居然是政府和該公司）如果這些台灣解嚴前與後，的查禁歷史真相和事實，以及文件公涵來龍去脈，沒有真實開誠布公的公佈公開，那麼顯然是被出賣的政治迫害者，一個意識獨立的音符抗爭者，言論自由的開拓戰鬥者，當時政治環境的犧牲者，畢竟音樂也是推動言論民主自由，和當時生活聲音的一部份。
他的音樂不是取悅大眾的寫字填詞，是起於內心外在環境，碰撞醞釀出來的宇宙，像是極度極端極限 ，反思反射後的喜怒哀樂，和青春的動態和脈絡，像是從泥土到建造，破壞到崩裂，成為的時刻和時間，蛻變的內心腦海中的步伐和印記，一直顯露他的真實。
直到近期 ，他才得以經由音樂界的知名人士 ，拿回所有版權 ，讓人們一窺，他音樂歷史的起伏和路程，即使他旅途艱辛，依然默默低調前行，紀錄著音樂的符號。
他是最後一個被審查制度取消之後，仍然被當時台灣政府，反過頭來查禁的歌者 （當時台灣新聞局發給各個媒體的公函說明 ，從歌詞看來，此人歌詞明顯有吸毒等等之嫌，而禁止此人，被邀約上各個媒體通告節目云云等等 ，而彼時的台灣 ，只有三個電視台 ，各個各種媒體，基本上都還是屬於公營國營）。
剝奪了工作權，言論自由之後，因此他戴上眼罩，代表的是，一個沒有臉孔，和沒有名字的人，和你我一樣，無聲無影的抗議和執著，繼續的前行，成為不是一世卻是千秋的人。
他是載入台灣歷史中的人物，被音樂評論稱為一顆熣燦亮麗的鑽石，和迷離游走若即若離的靈魂，受到國內外的評論。
他和朋友的樂團1986年的Double X專輯裡面的（Cool guy )於當時打進歐洲電台排行。
1989年把我自己掏出來專輯中的（改變），這首歌被傳說和傳唱，中國大陸搖滾教父崔健，於1989年接受中國時報首度採訪 ，讚許Double X是台灣的驕傲。
1995年美國當時最偉大的樂團REM .Monster tour 台北站演出來賓.
List of R.E.M. concert tours （页面存档备份，存于）

## 作品

### 專輯
- 1988年：Double X lying idiot《白痴的謊言》(錄製時間：1986年)
- 1990年：《把我自己掏出来》(錄製時間：1988年)
- 1996年：《直接愛恨》(錄製時間：1992年)
- 2000年：《凌晨03:36》(錄製時間：1996年)
- 2009年：《Tripping 旅行/19》(錄製時間：2006年)
- 2015年：《漫步北緯 40 度》
- 2017年：《愛情的陷阱》(單曲)
- 2017年：《牛郎織女》
- 2017年：《陽泉》(錄製時間：2016年)
- 2017年：《不經意的裸露》
- 2019年：《黑白電影》(錄製時間：2017年)
- 2020年：《大娃娃》(錄製時間：2015年)
- 2022年：《黑色娃娃》(錄製時間：2015年)